# أنور إبراهيم (لاعب كرة قدم)
أنور إبراهيم هو لاعب كرة قدم ماليزي، ولد في 10 يونيو 1999 في كوتا بهارو في ماليزيا. لعب مع فيلدا يونايتد.

## وصلات خارجية
- أنور إبراهيم على موقع قاعدة بيانات كرة القدم.إي يو (الإنجليزية)
- أنور إبراهيم على موقع Soccerway.com (الإنجليزية)